# Alexandre Banza
Pour les articles homonymes, voir Banza.
Le lieutenant-colonel Alexandre Banza (né en 1932 et décédé le 12 avril 1969) est un militaire et politicien centrafricain. Né à Carnot (Haute-Sangha), il servit dans l'armée française durant la Guerre d'Indochine avant de rejoindre les forces armées centrafricaines. En tant que commandant de la base militaire de Camp Kassaï en 1965, il aida Jean-Bedel Bokassa à renverser le gouvernement du président David Dacko lors du coup d'État de la Saint-Sylvestre. Bokassa le récompensa par la suite en le nommant ministre d'État et ministre des finances de son nouveau gouvernement. Banza établit rapidement la réputation du nouveau régime en forgeant de bonnes relations diplomatiques avec les pays étrangers, permettant au gouvernement de Bokassa d'asseoir sa légitimé sur le plan international. En 1967, ce dernier et Banza obtinrent même un soutien militaire de la France. Pourtant le président congédia Banza l'année suivante. Il devint alors du jour au lendemain très critique vis-à-vis du gouvernement, allant jusqu'à demander sa démission.
Banza décida peu de temps après d'organiser un nouveau coup d'État. Il se confia à plusieurs officiers qu'il espérait rallier à sa cause et qui auraient été susceptibles de le soutenir dans sa tentative. L'un d'eux, Jean-Claude Mandaba, contacta Bokassa et l'informa que le coup d'État était prévu pour le 9 avril 1969. Quelques heures seulement avant l'exécution du plan, Banza tomba dans une embuscade menée par Mandaba lui-même et fut directement mené au président Bokassa. Celui-ci le battit presque à mort avant que Mandaba suggère qu'il soit jugé pour décourager d'éventuelles tentatives de déstabilisation du régime. Le 12 avril, Banza fut présenté devant un tribunal militaire qui le condamna à être fusillé en une seule séance. Il fut mené dans un champ où il fut exécuté et enterré anonymement. Le Time et Le Monde ont proposé d'autres versions du déroulement de sa mort. Après l'échec de son coup d'État, sa maîtresse et ses collaborateurs les plus proches furent tous arrêtés et emprisonnés ou envoyés en exil. Après son élimination, Bokassa eut les mains libres pour développer son emprise sur la politique centrafricaine, ce qui le conduisit à se proclamer empereur en 1976.

## Biographie
Banza est l'aîné d'une famille de trois enfants nés à Carnot alors en Oubangui-Chari, au cœur du territoire gbaya. Peu après sa majorité, il a servi dans l'Armée française, notamment durant la Guerre d'Indochine et stationna dans des régiments au Gabon, au Maroc, en Tunisie et autres territoires de l'Empire colonial. C'est là l'un de ses points communs avec son futur ami Jean-Bedel Bokassa, qui servit également dans l'armée coloniale en Indochine, puis en Afrique et en Europe en tant qu'expert en télécommunications. Banza retourna ensuite en République centrafricaine désormais indépendante pour s'enrôler dans la nouvelle armée nationale. Brian Titley, auteur de Dark Age : The Political Odyssey of Emperor Bokassa y décrit Banza comme un « officier intelligent, ambitieux et peu scrupuleux ».

## Rôle dans le coup d'État de la Saint-Sylvestre

### Contexte
David Dacko, cousin de Bokassa, est président de la République centrafricaine depuis son indépendance en 1960, après une lutte avec Abel Goumba pour l'accès au pouvoir. Bokassa, lui, a quitté l'armée française pour rejoindre la centrafricaine en 1962. En 1965, le pays est rongé par la corruption et la faiblesse de sa croissance économique ainsi que par les intrusions des rebelles étrangers à l'intérieur des terres. Dacko obtenait une aide financière de la république populaire de Chine, mais en dépit de ce soutien il fut incapable de faire émerger une économie stable. Bokassa, devenu Commandant en chef des forces armées, commença à planifier un renversement du gouvernement. Dacko, mis au courant, forma une garde présidentielle pour contrer toute tentative de coup d'État à la tête de laquelle se trouvait Jean Izamo, qui deviendra rapidement l'un des plus proches conseillers du président.
Par la suite, les tensions en Bokassa et Dacko s'amplifièrent. En décembre 1965, Dacko approuva une augmentation du budget de la gendarmerie d'Izamo tout en rejetant celle demandée par l'armée. Dès lors Bokassa fit part à ses proches de sa lassitude vis-à-vis de l'attitude du président et de son intention de mener le coup d'État. Dacko planifia alors de faire remplacer Bokassa par Izamo et de promouvoir des militaires qui lui étaient loyaux afin d'isoler le commandant de l'armée et ses proches collaborateurs. Bokassa comprit qu'il devait réagir rapidement mais redouta que son armée qui ne comptait que cinq cents hommes ne soit mise en déroute par la garde présidentielle. Il craignait également l'ingérence de la France en faveur de Dacko, comme ça avait été le cas le 23 février 1964 après le coup d'État au Gabon contre le président Léon Mba. Le rôle de Banza fut décisif puisqu'en tant que commandant de la base militaire de Camp Kassaï (située au nord-est de Bangui) il put offrir à Bokassa une aide précieuse et le persuader de passer à l'acte. Il l'aida à planifier le coup qui devait aboutir le 31 décembre 1965.

### Déroulement du coup d'état

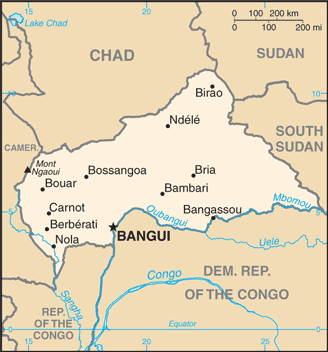
La capitale Bangui, marquée d'une étoile, fut le lieu du déroulement du coup.

Tôt dans la soirée du 31 décembre 1965, Dacko quitta le Palais de la Renaissance pour se rendre dans la plantation de l'un de ses ministres au sud-ouest de la capitale. À 22 h 30, le capitaine Banza ordonna à ses subalternes de débuter l'acte. L'un d'eux avait pour mission de neutraliser les gardes du Palais présidentiel quand les autres devaient s'emparer de Radio-Bangui pour empêcher toute communication entre Dacko et ses subalternes. Bokassa avait appelé Izamo à son état-major, lui demandant du venir à Camp de Roux pour signer des papiers qui requéraient une attention immédiate et particulière. Izamo, qui était à une célébration du Nouvel An avec des amis, accepta avec beaucoup de réticences mais finit par faire le trajet avec la voiture de sa femme. À son arrivée il fut confondu par Banza et Bokassa qui l'informèrent du coup d'État en cours. Après avoir annoncé qu'il refusait de soutenir le coup, il fut maîtrisé et mis en cellule.
Peu après minuit, dans les premières minutes du 1er janvier 1966, Bokassa et Banza rassemblèrent leurs troupes et leur annoncèrent leur intention de renverser le gouvernement. Bokassa réclama la démission du président et celle de son proche conseiller Izamo. Il avisa ses soldats qu'ils devaient désormais empêcher la gendarmerie d'Izamo de prendre le contrôle de l'armée du pays avant de leur demander s'ils soutiendraient son action. Ceux qui refusèrent furent jetés en prison. À 0 h 30, Banza, Bokassa et leurs partisans quittèrent Camp de Roux pour s'emparer de la capitale. Ils rencontrèrent une résistance faible et furent en mesure de prendre le contrôle de Bangui en l'espace de quelques heures. Bokassa et Banza se dirigèrent alors vers le Palais de la Renaissance, où ils tentèrent d'arrêter Dacko, qui s'avéra être absent. Bokassa commença à paniquer et crut que le Président avait été informé du coup à l'avance, et ordonna immédiatement à ses soldats de chercher Dacko dans la campagne environnante.
David Dacko n'était pourtant pas au courant des évènements qui avaient lieu au même moment dans la capitale. Après avoir quitté la plantation du ministre vers minuit, il se dirigea vers la maison de Simon Samba pour demander au chef des pygmées Akas de mener un rituel pour la fin de l'année. Après environ une heure passée dans la maison, il fut informé du coup à Bangui, puis arrêté par quelques hommes de Bokassa alors qu'il franchissait le carrefour de Pétévo, à la sortie ouest de la capitale. Le président fut escorté au Palais présidentiel où Bokassa l'accueillit en le prenant dans ses bras, lui disant qu'« il avait tenté de le prévenir, mais qu'à présent il était trop tard ». Le président fut ensuite mené à la prison de N'garagba à l'est de Bangui. Pensant redorer sa cote de popularité, Bokassa demanda au directeur de la prison Otto Sacher de relâcher tous les prisonniers. Il mena Dacko à Camp Kassaï à 3 h 20, où le président fut forcé par Banza de renoncer à son poste. Ce dernier voulait le tuer immédiatement, mais Bokassa refusa, arguant que le président pouvait encore être utile.
Plus tard, les officiers partisans du coup annoncèrent à Radio-Bangui que le gouvernement de Dacko avait été écarté du pouvoir et que Bokassa en avait pris le contrôle. Pendant ce temps, Banza s'était chargé de mettre la main sur les derniers centres du pouvoir, où les derniers hauts-fonctionnaires finissaient de faire la fête.

## Ministre du gouvernement de Bokassa
Banza fut nommé ministre des Finances et ministre d'État du nouveau gouvernement. La première action de celui-ci fut de légitimer ses relations diplomatiques avec le Tchad voisin dont Bokassa rencontra le président, François Tombalbaye, à Bouca, dans la préfecture d'Ouham. Après une rencontre le 2 avril 1966 à Fort Archambault, les deux présidents décidèrent de s'entraider dans le cas où l'un d'eux serait susceptible d'être renversé. Quelque temps après, plusieurs autres pays africains reconnurent le nouveau gouvernement. La France, elle, y fut d'abord réticente. Banza se déplaça alors à Paris pour convaincre les officiels français du bien-fondé du coup d'État, qui avait selon lui permit d'éviter une révolte populaire. Bokassa rencontra quant à lui le Premier ministre Georges Pompidou le 7 juillet 1966, mais la France resta sur ses positions et n'accorda pas son soutien au nouveau gouvernement. Bokassa menaça alors de sortie de la zone franc, ce qui incita le Président Charles de Gaulle à venir en visite officielle en République centrafricaine le 17 novembre 1966. Pour le gouvernement, cela signifiait que la France acceptait les changements opérés à la tête de l'État.
En tant que ministre des Finances, Banza dépensa beaucoup de son énergie et de son temps à sortir le pays de la banqueroute. Il fit également des efforts pour construire une bonne réputation du gouvernement à l'étranger ; tous s'accordèrent sur le fait qu'il était un leader respectable et aimable. Beaucoup affirmèrent même que ce leader-né ne resterait pas longtemps dans l'ombre de Bokassa. Après la promotion du capitaine Banza au grade de lieutenant-colonel en 1965, Bokassa réalisa que désormais la plus grande menace politique qui planait sur lui n'était plus celle des partisans de Dacko, mais de Banza lui-même. Deux ans plus tard, les deux personnages eurent un désaccord majeur sur l'utilisation du budget national, Banza s'opposant catégoriquement aux dépenses extravagantes du président. Bokassa se déplaça au Camp de Roux, où il se rendit compte qu'il pourrait continuer à diriger le gouvernement en toute sécurité s'il venait à se séparer de Banza. En même temps, ce dernier tenta d'obtenir le soutien de la base de l'armée, passant le plus clair de son temps en compagnie des soldats. Bokassa se rendit compte des agissements de son ministre, et il envoya une unité militaire, dont il était sûr de la fidélité, chercher une partie de l'armée aux frontières du pays. Celle-ci fut rapatriée au plus près de la capitale pour pouvoir intervenir rapidement au cas où le gouvernement de Bokassa serait menacé. En septembre 1967, il effectua un voyage exceptionnel à Paris, où il demanda la protection des troupes françaises. Deux mois plus tard, le gouvernement déploya 80 soldats des troupes paramilitaires à Bangui.
Le 13 avril 1968, lors de l'un de ses fréquents remaniements, Bokassa attribua le ministère de la Santé à Banza, tout en lui laissant son titre de ministre d'État. Comprenant les intentions du président de le mettre sur la touche, Banza devint de plus en plus critique à l'égard de celui-ci. Un an plus tard, après une série de remarques très critiques sur Bokassa et sur sa gestion de l'économie, le président le démit de ses fonctions gouvernementales.

### Le coup manqué
En 1969 Banza révéla au lieutenant Jean-Claude Mandaba, l'officier commandant le Camp Kassaï, qu'il complotait contre le président et qu'il cherchait à obtenir son soutien. Mandaba feint de rallier sa cause et se fit exposer toute l'organisation du plan. Il resta pourtant loyal à Bokassa et lorsque Banza contacta les conspirateurs le 8 avril 1969 pour les informer que le coup serait exécuté le lendemain, Mandaba téléphona immédiatement à Bokassa et l'informa du plan. Lorsque Banza entra dans Camp Kassaï le 9 avril 1969, il fut pris en embuscade par Mandaba et ses soldats. Ceux-ci durent lui briser les deux bras avant de le maîtriser et le jetèrent dans le coffre d'une Mercedes, ils l'emmenèrent ensuite chez Bokassa. Dans son palais de Berengo, le Président frappa Banza jusqu'au seuil de la mort avant que Mandaba lui suggère qu'il soit jugé dans un tribunal pour affirmer la puissance de l'exécutif et décourager toute tentative de déstabilisation.
Le 12 avril, Banza fut présenté devant un tribunal militaire à Camp de Roux, où il avoua son plan, tout en affirmant qu'il n'avait jamais eu l'intention de tuer Bokassa. Il fut condamné au peloton d'exécution, emmené dans un champ derrière Camp Kassaï, exécuté puis enterré anonymement. Les circonstances de sa mort sont sources de désaccord. Le magazine américain Time rapporta que Banza « avait d'abord été traîné jusqu'au Conseil des Ministres où Bokassa le mutila à coups de rasoir ». Les gardes le frappèrent ensuite jusqu'à lui casser le dos, l'emmenèrent dans les rues de Bangui où il fut exécuté. Le Monde quant à lui révéla que Banza avait été tué « dans des circonstances si révoltantes qu'elles donnent encore la chair de poule ». Les deux versions diffèrent sur un détail mineur : l'une affirme que Bokassa a attaché Banza à un pilier avant de le taillader au couteau alors que l'autre fait état d'un meurtre commis sur la table même du Conseil des Ministres avec l'aide d'autres personnes. Il n'est pas non plus assuré que dans la journée les soldats ont emmené le corps toujours identifiable, avec la colonne vertébrale brisée, de quartier en quartier pour en faire un exemple.

### Conséquences du coup manqué et de la mort de Banza

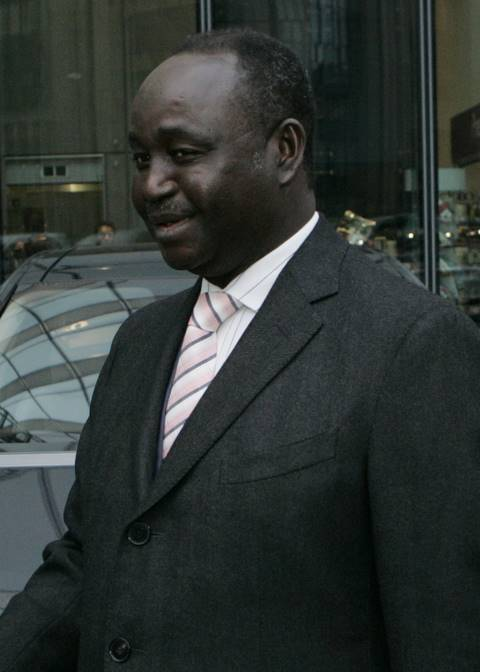
François Bozizé, président de la République centrafricaine de 2003 à 2013.

Quelques jours plus tard, Bokassa fit arrêter la femme de Banza et leurs neuf enfants et les fit déporter à Berbérati puis à Birao. Ils furent relâchés le 6 mai 1971. La maîtresse de Banza, Julienne Kombo, qui entra hystérique dans le Palais de la Renaissance en pleurant la mort de son amant, fut arrêtée et emprisonnée jusqu'au 24 juin 1972. Le père de Banza fut également enfermé, il mourut ainsi de faim et d'épuisement le 24 avril 1970. Les deux jeunes frères du lieutenant-colonel, Beuoane et Gouboulo, furent renvoyés de la gendarmerie en juillet et envoyés à la prison de Ngaragba. En août 1971, ils furent sortis de la prison et ne furent plus jamais retrouvés.
Bokassa s'en prit également aux proches associés de Banza, comme Joseph Kallot, Faustin Marigot et Polycarpe Gbaguili. Kallot et Marigot moururent en prison respectivement en juin 1969 et avril 1971. À l'exception de Gbaguili, qui resta en prison jusqu'à la chute du régime de Bokassa le 20 septembre 1979, les associés de Banza furent relâchés dans les mois qui suivirent leur arrestation. Gbaguili fut entendu comme témoin lors du jugement de Bokassa, accusé de trahison, meurtres, cannibalisme et détournement de fonds durant les années 1980, expliquant en détail les nombreux crimes et violations des droits de l'homme du dictateur déchu.
En éliminant son dangereux rival, Bokassa démontra son habileté à contrer et faire échouer toute tentative d'opposition orale ou armée au régime. Il dirigea le pays d'une façon encore plus arbitraire qu'à l'origine après l'affaire Banza, s'accordant plusieurs postes de ministres et celui de commandant en chef des armés. Il promut par exemple le sous-lieutenant (officier à peine sorti de l'école militaire) François Bozizé, futur président du pays, au grade de général après que celui-ci eut frappé un Français qui avait manqué de respect envers Bokassa. Selon Brian Titley, auteur de Dark Age: The Political Odyssey of Emperor Bokassa, il s'entoura de « sycophantes, tous attachés à nourrir sa toujours grandissante mégalomanie ». Sans personne pour l'arrêter, il put dilapider les caisses de l'État, s'en servant pour son extravagant confort personnel.